# Gab (rappeur)
Gab, de son vrai nom Gabriel de la Bretesche, né le 18 mars 1997 à Bordeaux, est un rappeur lyonnais connu notamment pour parler de sa foi catholique dans ses textes et pour être le premier rappeur à avoir tourné un clip dans et sur la Basilique de Fourvière.

## Biographie

### Famille et jeunesse
Gab naît le 18 mars 1997 à Bordeaux au sein d'une famille nombreuse et catholique pratiquante,, dont le père est ingénieur agronome en viticulture,. 
Sa famille déménage ensuite à Carpentras.

### Formation
Gab effectue des études d'ingénieur agronome avant de se tourner vers la musique.

## Carrière musicale
Gab commence à écrire des textes à l'âge de 13 ans après une expérience spirituelle lors d'un concert de Hopen. Il commence à s'intéresser au rap dans l'adolescence et est alors influencé par Orelsan et Nekfeu notamment.
Il suit une formation à l'école Pierre à Lyon, école de « leadership, louange et audiovisuel ». C'est là qu'il réalise ses premiers clips. Après un premier single en 2020, il sort un album la même année, Hors-Jeu, puis un second en 2022, Exil.
Son premier concert a lieu le 4 juin 2021 à l'église Saint-Pothin de Lyon. En 2022, il réalise un clip promotionnel pour un vin de bordeaux, clin d'oeil à son histoire familiale. Par la suite, il donne un concert lors des Journées mondiales de la jeunesse 2023 au Portugal.
Fin 2023, il comptabilise deux albums, neuf singles hors albums et plus d'un million de vues cumulées.
Il gagne en notoriété avec son single Lumière sorti en décembre 2023 à l'occasion de la Fête des Lumières de Lyon, projet soutenu par la fondation Fourvière et le diocèse de Lyon. C'est la première fois qu'un artiste est autorisé à tourner un clip dans la Basilique de Fourvière[réf. souhaitée].

## Thématiques abordées dans son oeuvre
D'après l'artiste, son œuvre vise à transmettre un « message plus décomplexé ». S'il se défend de faire du rap chrétien, Gab affiche toutefois ouvertement sa foi dans ses textes et y fait fréquemment référence.
Outre son expérience de foi personnelle, Gab intervient aussi sur des sujets de société ou d'actualité, notamment la question des abus sexuels sur mineurs dans l'Église catholique avec la sortie en 2022 d'un single dédié, À la dérive, après la publication du rapport Sauvé, ainsi que la question du rapport à la sexualité et de l'impact de la pornographie sur Internet dans son titre Porno issu de l'album Exil en 2022.

## Discographie

### Singles
- Avril 2020 : L'amour aime les faibles
- Novembre  2021 : Révolte
- Décembre 2021 : Instable
- Février 2022 : À la dérive
- Juin 2022 : Tous les soirs
- Septembre 2022 : Exil, qui figure dans l'album éponyme
- Mars 2023 : Raison d'espérer
- Juin 2023 : Toi
- Juin 2023 : Tout  le pays
- Décembre 2023 : Lumière